# Vallois
Vallois é uma comuna francesa na região administrativa de Grande Leste, no departamento de Meurthe-et-Moselle. Estende-se por uma área de 7,27 km². Em 2010 a comuna tinha 159 habitantes (densidade: 21,9 hab./km²).